# Fuck You!
Fuck You! è un brano musicale del rapper statunitense Cee Lo Green, estratto come terzo singolo dall'album The Lady Killer. Il singolo ha raggiunto la vetta delle classifiche dei singoli più venduti in Scozia, Paesi Bassi e Regno Unito, ottenendo anche ottimi piazzamenti in altri paesi fra Europa e Australia.
La canzone è stata distribuita in varie versioni. La versione "Radio Edit" è intitolata Forget You, mentre un altro edit è intitolato FU.
Sono stati prodotti vari remix del brano con la collaborazione di artisti come Daryl Hall, 50 Cent o Chiddy Bang. Il brano è stato scritto e prodotto dal team di produzione discografica statunitense The Smeezingtons, composto da Bruno Mars, Philip Lawrence e Ari Levine.

## Descrizione
Il brano è stato scritto e prodotto dal team di produzione discografica statunitense The Smeezingtons, composto da Bruno Mars, Philip Lawrence e Ari Levine. Il testo del brano risulta uno dei più veloci ad essere scritti della storia per un grande successo, infatti il brano è stato scritto da Bruno Mars e Philip Lawrence in circa 15 minuti.
Sul contenuto del testo Bruno Mars ha dichiarato in un'intervista: Che cosa si vuole veramente dire a una ragazza che ti lascia per un ragazzo con più soldi? Vuoi dirle buona fortuna? Buon proseguimento? No. Le vuoi dire, 'vaffanculo!

## Video musicale
Un video amatoriale per il brano è stato reso disponibile su YouTube il 19 agosto 2010, in cui il testo del brano scorreva sullo schermo che appariva ogni volta di un colore differente. Il video ha ottenuto un successo sorprendente con oltre due milioni di visualizzazioni ad una settimana dalla sua pubblicazione. Il video musicale ufficiale è stato distribuito il 1º settembre 2010.. Nel canale principale il video è stato vietato ai minori di 18 anni.

## Tracce
CD Maxi ELektra Records 075678892462
1. F**k You – 3:43
2. Forget You – 3:43
3. Forget You (Le Castle Vania Remix) – 4:36
4. Georgia – 3:46
5. Grand Canyon – 3:25
6. F**k You (Video) – 3:51

CD Single ELektra Records 075678893155
1. F**k You – 3:43
2. Georgia – 3:46

## Classifiche
| Classifica (2010)                  | Posizione più alta |
| ---------------------------------- | ------------------ |
| Australia                          | 5                  |
| Belgio (Fiandre)                   | 14                 |
| Belgio (Vallonia)                  | 46                 |
| Repubblica Ceca                    | 55                 |
| Danimarca                          | 22                 |
| Europa                             | 3                  |
| Germania                           | 11                 |
| Ungheria                           | 5                  |
| Irlanda                            | 6                  |
| Italia                             | 52                 |
| Paesi Bassi                        | 1                  |
| Nuova Zelanda                      | 5                  |
| Scozia                             | 1                  |
| Slovacchia                         | 20                 |
| Svezia                             | 6                  |
| Svizzera                           | 13                 |
| Regno Unito                        | 1                  |
| US Billboard Hot 100               | 2                  |
| US Billboard Alternative Songs     | 33                 |
| US Billboard Rock Songs            | 40                 |
| US Billboard Hot R&B/Hip-Hop Songs | 62                 |
| US Billboard Pop Songs             | 18                 |